# Freddie Redd
Ne doit pas être confondu avec Freddie Dredd.
Pour les articles homonymes, voir Redd.
Freddie Redd, né le 29 mai 1928 et mort le 17 mars 2021, est un pianiste américain de hard bop et compositeur de jazz. Il a notamment composé la musique d'accompagnement du film Connection (1959), une pièce par Jack Gelber.

## Discographie
En tant que leader
- 1955 - Piano - East/West (Savoy) avec Hampton Hawes
- 1955 - Introducing the Freddie Redd Trio (Prestige)
- 1957 - San Francisco Suite (Riverside)
- 1960 - The Connection (Blue Note)
- 1960 - Shades Of Redd (Blue Note)
- 1961 - Redd's Blues (Blue Note) - sorti en 1988
- 1963 - Movin' (New Jazz)
- 1971 - Under Paris Skies (Futura)
- 1977 - Straight Ahead! (Pony Canyon)
- 1978 - Extemporaneous (Interplay)
- 1985 - Lonely City (Uptown)
- 1988 - Live at the Studio Grill (Troika)
- 1990 - Everybody Loves a Winner (Milestone)
- 1998 - Freddie Redd and his International Jazz Connection (2001, Fairplay INJazz)
- 2013 - Reminiscing (Bleebop, 2021)
- 2013 - Butch Warren & Freddie Redd: Baltimore Jazz Loft avec Butch Warren (Bleebop, 2021)
- 2014 - Music for You (Steeplechase, 2015)
- 2014-15 - With Due Respect (Steeplechase, 2016)

En tant que sideman
- Gene Ammons: All Star Sessions (Prestige, 1955)
- Joe Roland
  -     - Easy Living (Bethlehem, 1955)
    - Joltin' Joe Roland (Savoy, 1955) – recorded in 1950-54
    - Joe Roland Quintette (Bethlehem, 1955)
- Rolf Ericson: Rolf Ericson & The American All Stars (Dragon, 1956)
- Art Farmer: When Farmer Met Gryce (Prestige, 1955)
- Tiny Grimes: The Complete 1950-1954, Vol. 3-5 (Blue Moon)
- Howard McGhee: The Music from the Connection (Felstead, 1961)